# Homenetmen Sofia
Homenetmen Sofia (bułg. СК "Хоменътмен" (София), orm. Հայ Մարմնակրթական Ընդհանուր Միութիւն, w skrócie Հ.Մ.Ը.Մ., tłumaczony jako "Ormiańskie Ogólne Stowarzyszenie Kultury Ciała") – bułgarski klub piłkarski reprezentujący ormiańską społeczność z siedzibą w stolicy kraju, mieście Sofia, działający w latach 1922–1942. 

## Historia
Chronologia nazw:
- 1922: Homenetmen Sofia (bułg. СК "Хоменътмен" (София))
- 01.1935: Jaworow Sofia (bułg. СК "Яворов" (София))
- 12.1935: Homenetmen Sofia (bułg. СК "Хоменътмен" (София))
- 08.1942: klub rozwiązano - po fuzji z OSK Sredec

Klub piłkarski o nazwie Homenetmen został założony w Sofijskiej Trzeciej dzielnicy w 1922 roku przez lokalną społeczność ormiańską. Celem było stworzenie warunków do dobrego wychowania fizycznego dla młodzieży ormiańskiej. Nazwa jest skrótem oznaczającym – Wszechormiański Związek Kultury Fizycznej (orm. Հ.Մ.Ը.Մ. – abr. ho.men.et.men). W tamtym czasie w całej diasporze ormiańskiej w Europie i Ameryce powstawały kluby o tej samej nazwie. W Bułgarii kluby o tej samej nazwie działały przed 1944 rokiem w Płowdiwie, Pazardżiku, Sliwen, Starej Zagorze, Warnie i Burgas. Klub nie odniósł jednak żadnych znaczących sukcesów na boisku piłkarskim. Najlepszym osiągnięciem klubu było zajęcie 8. miejsca w drugiej dywizji (1933). Do 1932 roku występował w trzeciej dywizji mistrzostw Sofii. Od stycznia 1935 do grudnia tego samego roku klub nazywał się Jaworow.
W 1940 roku nastąpiła reorganizacja mistrzostw Bułgarii, wskutek czego klub spadł do trzeciej dywizji.
W sierpniu 1942 roku klub dołączył do OSK Sredec (Sofia), po czym nazwa została zmieniona na "Sportklub Sredec Sofia", a klub przestał istnieć.

## Barwy klubowe, strój, herb, hymn
|  |  |  |

Klub ma barwy czerwono-niebiesko-czarne. Piłkarze domowe spotkania zazwyczaj grają w pasiastych na pół czerwonych i na pół niebieskich koszulkach, czarnych spodenkach oraz czerwonych getrach.

## Sukcesy

### Trofea międzynarodowe
Do chwili obecnej klub jeszcze nigdy nie zakwalifikował się do rozgrywek europejskich.

### Trofea krajowe
| \| \| Zdobyte trofea w rozgrywkach Bułgarii (stan na: 31-05-2024) \| |                                                             |      |          |
| Rozgrywki                                                            | Osiągnięcie                                                 | Razy | Sezon(y) |
| · Mistrzostwo                                                        | I miejsce                                                   | 0    |          |
| · Mistrzostwo                                                        | II miejsce                                                  | 0    |          |
| · Mistrzostwo                                                        | III miejsce                                                 | 0    |          |
| Puchar                                                               | zdobywca                                                    | 0    |          |
| Puchar                                                               | finalista                                                   | 0    |          |
| II liga                                                              | I miejsce                                                   | 0    |          |
| II liga                                                              | II miejsce                                                  | 0    |          |
| II liga                                                              | III miejsce                                                 | 0    |          |
| Bułgaria                                                             | Zdobyte trofea w rozgrywkach Bułgarii (stan na: 31-05-2024) |      |          |

- II Sofijska diwizija (D3):
  - 8.miejsce (1x): 1932/33

- Puchar Ulpia Serdica: 
  - pierwsza runda (4x): 1931, 1936, 1939, 1941

## Poszczególne sezony

### Rozgrywki międzynarodowe

#### Europejskie puchary
Nie uczestniczył w rozgrywkach europejskich.

### Rozgrywki krajowe
| \| Bułgaria \| Bilans występów klubu w rozgrywkach piłkarskich Bułgarii (Stan na 31 maja 2025 r.) \| \| |                                                                                    |        |       |   |   |   |    |    |     |                      |        |        |      |
| Poziom                                                                                                  | Rozgrywki                                                                          | Sezony | Mecze | Z | R | P | B+ | B– | Pkt | Lata                 | Awanse | Spadki | Naj. |
| I | Nacionałna futbołna diwizija / Dyrżawno pyrwenstwo                                 | 0      |       |   |   |   |    |    |     |                      | 0      | 0      |      |
| II | B RPG / Wtora PFG / Pyrwa PFL / B PFG / Wtora PFL                                  | 0      |       |   |   |   |    |    |     |                      | 0      | 0      |      |
| III | Treta amatorska futbołna liga                                                      | 8+     |       |   |   |   |    |    |     | 1932–1940            | 0      | 1      | 8    |
| IV | Obłastna futbołna liga                                                             | 5+     |       |   |   |   |    |    |     | 192?–1932, 1940–1942 | 1      | 0      | 4    |
| | Puchar Bułgarii                                                                    | 0      |       |   |   |   |    |    |     |                      | 0      | 0      |      |
| Bułgaria                                                                                                | Bilans występów klubu w rozgrywkach piłkarskich Bułgarii (Stan na 31 maja 2025 r.) |        |       |   |   |   |    |    |     |                      |        |        |      |

## Struktura klubu

### Stadion
Klub nie miał swojego stadionu. Drużyna rozgrywała swoje mecze domowe w Sofii na stadionie Hakoahu, który był dawnym boiskiem "Glorii" i mógł pomieścić 3000 widzów. Stadion znajdował się na skrzyżowaniu ulic Bargalnica i Parteniusz Niszawski (w pobliżu nowoczesnego centrum handlowego Sofia Mall). 

## Kibice i rywalizacja z innymi klubami

### Derby
- Hakoah Sofia